# Peigneur-meer
Het Peigneur-meer is een meer in Louisiana in de Verenigde Staten. Het ligt twee kilometer ten noorden van Delcambre en 15 kilometer ten westen van New Iberia.
Het was tot 1980 een ondiep zoetwatermeer, maar veranderde door een buitengewone ramp op 20 november 1980 in een zoutwatermeer. Diamond Crystal beheerde de Jefferson Island zoutmijn onder het meer, terwijl Texaco in het meer naar olie aan het boren was. Toen het boorplatform op bijna 400 meter was beland, sloeg de boor vast. Na een uur begon het platform over te hellen en werd het verlaten door de bemanning. Hoewel het meer ter plaatse slechts 1 tot 2 meter diep was, zonk het platform vervolgens weg. Op dat moment merkten de mijnwerkers 400 meter lager dat de mijn volliep. Alle 51 man wisten te ontsnappen. Ondertussen ontstond aan het oppervlak een enorme draaikolk die elf bakken verzwolg, 260.000 m² aan land van de Rip Van Winkle Oak Gardens en drie honden, terwijl twee vissers net op tijd wisten te ontsnappen. De stroomrichting in het Delcambre-kanaal draaide om en er ontstond een 50 meter hoge waterval met stroomsnelheden tot 20 knopen. Een sleepboot poogde vergeefs om een bak zo te positioneren dat deze het kanaal blokkeerde om zo een aantal garnalenboten te redden. Nadat de bemanning zich nog net had kunnen redden, verdween ook de sleepboot in de zoutmijn. Na zeven uur was het volledige meer verdwenen in de zoutmijn.
In de dagen daarna vulde het meer zich weer op en kwamen enkele van de verdwenen bakken bovendrijven, maar het ecosysteem van het meer was volledig veranderd. Via het Delcambre-kanaal had het meer zich gevuld met zout water uit de Vermilion Bay.